# Csíksomlyói iskolai színjátszás
A 18. századi csíksomlyói iskolai színjátszás jelentette a székelyföldi színjátszás kezdeteit. A magyarországi és erdélyi ferences iskolai színjátszás legkorábbi biztos adatai Csíksomlyóról valók, 1721-től kezdve tudunk rendszeres előadásokról. A szerzetesek nevelési rendszerében fontos szerepet játszottak a színielőadások. Az iskolai színjátszás sokáig szerves részét alkotta a csíksomlyói (ma a település Csíkszeredához tartozik) iskolai életnek. Hozzájárult a gimnáziumi oktatás színvonalának emeléséhez, ugyanakkor a székelységre tett kulturális hatása is jelentős, az erdélyi és magyar színjátszás történetében is kiemelkedő jelentőségű.
A 18. századból fennmaradt csíksomlyói iskolai színjátékok az erdélyi kultúra archaikus rétegeit, gazdag székely tájnyelvét, szokásait őrizték meg az utókor számára.

## A csíksomlyói dráma-hagyaték
A ferences szerzetesek által a kolostor mellett alapított iskola, a későbbi csíksomlyói Római Katolikus Gimnázium fontos szerepet játszott a népművelés terén is. A Csíksomlyói ferences szerzetesek iskolafenntartó működése négyszáz éven át, egészen a 19. század végéig jelentős formálója volt a székelyföldi régió kulturális arculatának. A csíksomlyói iskolai oktatás kezdeteit újabban a kutatók közvetett bizonyítékok alapján a 16. század végére teszik, a 17. század első feléből, 1626-ból már az iskola újjászervezéséről van írásos dokumentum.
1721-től kezdve tudunk rendszeres előadásokról Csíksomlyón, ezek gyakorlatilag megszakítás nélkül folytak egészen 1784-ig, erre az időszakra teszik a kutatók a csíksomlyói iskolai színjátszás virágkorát. Később már csak szórványosan voltak előadások.
Az előadott színműveket évről évre a tanárok írták, vagy a mástól átvett darabokat átdolgozták és úgy kerültek előadásra. A darabok latin és magyar nyelvűek, verses formájúak.
Az ismert előadások száma 99, az összes 137-ből. A fennmaradt teljes vagy hiányos szövegek száma 97 (az összes 104-ből).
A csíksomlyói drámahagyaték egyedülálló, a fennmaradt szövegek mennyiségét tekintve, de tematikáját illetően is, 67 magyar nyelvű dráma közül 41 passiójáték.
A színjáték-szövegek 3 kötetben és mintegy 20 különálló kis füzetben maradtak fenn. A legjelentősebb kötetet 1774-ben, nagyrészt passiójátékokból másolták össze (Liber exhibens Actiones parascevicas – 48 szöveg), a másik két kötet 1776-ból való (Actiones Comicae, 7 szöveg, Actiones Tragicae, 6 szöveg). A mindhárom megnevezésben szereplő actio "cselekedetet", "téteményt" jelent, "játék" értelemben használták. Ez a címadás nagyon erősen utal arra, hogy a csíksomlyói darabok színjáték-szövegek, egyetlen funkciója az előadásban való létezés. Ezzel is magyarázható, hogy kinyomtatásukra, olvasmányként való megjelenésükre kísérletet sem tettek, sőt összegyűjtésükre és lemásolásukra is csak a rend elöljáróinak határozott utasítására került sor, miután egy részük már elkallódott vagy elveszett.
A játszott darabok latin és magyar kéziratainak lemásolását néhány évtized után, 1774-ben a rendtartományfőnök rendelte el. Az elkészült kéziratos gyűjtemények a későbbi és a modern kutatások forrásai.
A darabokról először Bándi Vazul, a csíksomlyói gimnázium igazgatója (1891-1900) közölt címlistát, a gimnázium történetéről írt összegző monográfiájában, amely 1896-ban jelent meg.
Ezzel egyidőben a szövegek kiadása is elkezdődött, Fülöp Árpád, Szlávik Ferenc és Alszeghy Zsolt a XIX. század végén és a XX. század elején ismertették és mentették meg az utókor számára a misztériumjátékok és iskoladrámák egy részét.
Az 1751-es, 1752-es, 1759-es, 1766-os években írt színműveket Fülöp Árpád adta ki Budapesten 1897-ben, és az 1775–1776-ban írt misztériumjátékokat Alszeghy Zsolt és Szlávik Ferenc Budapesten 1913-ban.
A modern kutatások, Pintér Márta Zsuzsanna, Kilián István és Medgyesi-Schmikli Norbert kutatásai, megjelent dolgozatai jelentősen hozzájárultak a csíksomlyói iskolai színjátszás történetének feltárásához, valamint a darabok értelmezéséhez.
Egy válogatott szövegkiadás a passiójátékokból 2003-ban jelent meg, Nap, Hold és csillagok, velem zokogjatok: Csíksomlyói passiójátékok a XVIII. századból címmel Demeter Júlia szerkesztésében, Pintér Márta Zsuzsánna előszavával.

## A csíksomlyói színjátékok műfaja
Az iskoladrámáknak azon formáját, amikor a színmű témája vallásos tárgyú volt és az üdvtörténethez kapcsolódott, misztériumdrámának nevezték. Különösképpen a jónak és a rossznak harca testesült meg ezekben a színjátékokban, amelyre a megváltó Krisztus tette fel a koronát, amikor megváltói kereszthalálával végképpen letörte a Gonosz hatalmát és megváltotta az embert.
A passiójátékok a nagypénteki misztériumok, amelyeket Húsvét nagyhetén, rendszerint nagypénteken tartottak. A dramatikus prédikációkból és laudákból kifejlődött passiójáték a ferencesek jellegzetes műfajává vált, a szenvedéstörténet drámai ábrázolása, amely évszázadokig az egyik legfontosabb ferences műfaj maradt Európa-szerte.
A színielőadásokon a misztériumok mellett más műfajok is helyet kaptak, különösen a 18. század második felétől: moralitások, allegóriák, bibliai, ószövetségi drámák, és világi témák is előfordultak: történelmi drámák, társadalmi drámák, elvétve szatírák, pásztorjátékok is.

## Mikor és hol adták elő az iskolai színjátékokat?
1721-től kezdődően váltak rendszeressé Csíksomlyón az iskolai színielőadások.
Csíksomlyó zarándokhely volt, ezért az előadásokat nagyrészt az egyházi ünnepek idején tartották:
nagypénteken, pünkösd szombatján, Szent Antal ünnepén, Nagyboldogasszony napján (augusztus 15-én) és úrnapján. Az iskola védőszentjének, Szent Adalbertnek az ünnepén (április 23.) is. 1782-ben vízkereszt napján, január 6-án volt a bemutató, az új iskolaépület felszentelésekor.
Napjainkban ismét rendszeresen előadják a Passiót. Az iskoladrámák előadási alkalmai közt Csíksomlyón is túlnyomó helyet foglalt el a nagypéntek.
A csíksomlyói búcsú alkalmával, pünkösd szombatján kilenc ismert alkalommal volt előadás. 1742-ből való az első adat a pünkösd szombati előadásról. Az előadásokat a búcsú körmenete után mutatták be a Kissomlyó oldalán elhelyezett szabadtéri színpadon. Kezdetben az egykori csíksomlyói iskola nagyterme volt az előadások színhelye (a ma is álló, volt csíksomlyói gimnázium épülete helyén). Később, az 1740-es évektől már az iskola mellett épített deszkaszínben játszottak, amelynek szélesre tárható ajtói voltak. Amikor a nézőközönség nem fért be a terembe, kinyitották az ajtókat és kívülről is láthatták az előadást. Voltak szabadtéri előadások: A Kissomlyó-hegy aljában, a mostani keresztúton (Jézus hágóján), a két Somlyó-hegy közötti nyeregben, vagy a templom előtti téren. A hagyomány azt tartja, hogy olyan hűen és élményszerűen játszották a diákok a misztériumdrámát, hogy egy alkalommal a nézősereg – felháborodásában – kövekkel dobálta meg a Krisztust kínzó és keresztre feszítő zsidókat alakító diákokat.

## A színjátékok szerzői, rendezői, szereplői
A csíksomlyói darabokat az ott tanító fiatal szerzetes tanárok írták, és a diákokkal játszatták el. Nem sokat tudunk róluk, mivel a régebbi passiójátékoknál nem másolták bele sem a címet és az előadás idejét, sem a szerző nevét a passióskötetbe. Csak az 1770 utáni drámaszerzők tüntették fel a nevüket.
A 18. század első feléből a passiójátékok szerzői közül Potyó Bonaventura István, OFM (Csíkkozmás, 1706.- Kolozsvár, 1756. október 26.) ferenc-rendi szerzetes, gimnáziumi tanár neve maradt fenn.
Csíksomlyón 1739. március 27-én nagypénteken adták elő Via Crucis (Keresztút) című magyar nyelvű passiójátékát, a szerzői utasításokból ítélve a Kálváriához vezető úton. Csíksomlyón 1738-tól jött szokásba a Kálvária stációinak végigjárása, mivel ennek még nem volt hagyománya, a szerző a Prologusban elmagyarázza a híveknek a búcsú lényegét. A darab a Liber Exhibens Actiones parascevicas című passió-gyűjteményben található. A drámát közölte a “Nap, Hold és csillagok, velem zokogjatok!” Csíksomlyói passiójátékok a 18. századból című kötet (szerk. Demeter Júlia, Budapest, Argumentum, é. n.).
A 18. század második felének csíksomlyói iskoladráma-szerzői közül Szentes Antal Regináld neve vált ismertté. Szentes Antal Regináld (Madéfalva, 1747 – Székelyudvarhely, 1806. június 25.) ferenc-rendi szerzetes, tanár a csíksomlyói ferences gimnáziumban a poétika és retorika tanára, majd a székelyudvarhelyi rendház főnöke volt. Iskoladrámái közöl a Rusticus Imperans című a legjelentősebb (1780), amely Jacob Masenius egyik latin bohózatának átdolgozása magyar nyelvre. Másik ismert műve a Zápolya János és Bebek című dráma, amelyet Kolozsvári Pál latin nyelvű műve alapján alkalmazott a csíki viszonyokhoz. Jóízű humora, nyelvének népies zamata miatt nagyon népszerű volt.
A csíksomlyói előadások rendezői az iskola szerzetes-tanárai voltak, szereplői az iskola tanulói, 10-18 éves fiúk, akik általában a környékbeli falvakból kerültek a csíksomlyói gimnáziumba, ők játszották el a női szerepeket is, legfeljebb a prológust, vagy az epilógust mondta el az előadást rendező tanár.
A közönség általában a nagypénteki áhítatra, vagy a pünkösdi búcsúra érkező sok száz, vagy sok ezer környékbeliből állt, az 1773-ból fennmaradt darab prológusa így szólítja meg őket:
“Nemes Csík és távolabb eső helységeknek főfő rendei, díszes tagjai, minden renden, akármely néven nevezendő, érdemes , tiszteletre méltó számos hívei!”A szerzők a közönségtől nem a szokványos befogadói magatartásformákat várták el, hanem az aktív részvételt az előadásban, például együtt kellett énekelniük a szereplőkkel bizonyos jelenetekben.